# Gustav Struck
Gustav Wilhelm Fritz Struck (* 27. Januar 1889 in Rostock; † 14. November 1957 in Kassel) war ein deutscher Bibliothekar.

## Leben
Gustav Struck wurde als Sohn des Schlachters Franz (August Gustav) Struck und dessen Frau Auguste (Wilhelmine Sophia), geb. Völz, geboren.
Struck besuchte die Große Stadtschule Rostock; er machte anschließend eine kaufmännische Lehre und war von 1905 bis 1908 im Zucker-Export-Geschäft tätig. Ab 1910 studierte er Philosophie, Germanistik und Geschichte, zuerst an der Berliner Universität, ab 1913 an der Universität Rostock. 1919 wurde er hier mit einer 1917 eingereichten und nun preisgekrönten Dissertation über Friedrich Ludewig Bouterweck zum Dr. phil. promoviert. Im Februar 1919 trat er in den mecklenburgischen Bibliotheksdienst an der Universitätsbibliothek Rostock ein. 1920 veröffentlichte er eine Übertragung des Redentiner Osterspiels in modernes Mecklenburger Platt. Zum 1. November 1921 wechselte er an die Landesbibliothek Kassel und wurde hier 1925 zum Bibliotheksrat ernannt. Auch in Hessen beschäftigte er sich weiter mit Dialektliteratur.
Seit 1. Mai 1933 Mitglied der NSDAP (Mitgliedsnummer 1.847.769), wurde Struck mit Wirkung vom 1. November 1933 zum Direktor der Lübecker Stadtbibliothek als Nachfolger des durch den nationalsozialistischen Senat entlassenen Willy Pieth berufen. 1934 wurde er im Nebenamt Leiter der Lübecker Volkshochschule. In der NSDAP war er Kreisschulungsredner und Fachreferent in der „Abteilung für Volksbildung“ sowie Gaufachreferent für „Musik, Schrifttum und Büchereiwesen“. Er war aktiv bei der Niederdeutschen Bühne und von 1935 bis 1937 ihr Leiter. Struck trat als Rezensent für Theater und Konzerte in den Lübeckischen Blättern hervor. Seine Kritiken lassen mehrfach ein glühendes Bekenntnis zum Nationalsozialismus durchblicken.
Zum 1. August 1940 wechselte er als Direktor an die Landesbibliothek Wiesbaden. Er war mitverantwortlich für den Bücherraub zugunsten der Landesbibliothek. Im Auftrag des Einsatzstab Reichsleiter Rosenberg war er beteiligt am Auswählen von Schriften aus der Bibliothèque nationale de France in Paris. 1944 interessierte er sich für eine Rückkehr auf seine noch immer unbesetzte frühere Stelle in Lübeck.
Nach Kriegsende 1945 entlassen, fand er zunächst eine Tätigkeit beim Evangelischen Hilfswerk in Wiesbaden. Seit 1947 war er beim Bärenreiter-Verlag in Kassel angestellt und arbeitete mit am Projekt Die Musik in Geschichte und Gegenwart.

## Schriften
- Friedrich Bouterwek: Sein Leben, seine Schriften und seine philosophischen Lehren. Von der Universität Rostock gekrönte Preisschrift. C. Hinstorff, Rostock 1919 (ursprünglich Dissertation)
- Dat öllste Mäkelbörger Osterspill, dat schräben is in dat Johr 1464 von Peter Kalff. Ut dei olle Sassensprak in uns’ hütiges Mäkelbörger Platt öwerdragen von Gustav Struck. Behrend & Boldt, Rostock 1920.
- Handschriftenschätze der Landesbibliothek Kassel. Beschrieben von Gustav Struck. (= Die Landesbibliothek Kassel 1580–1930. Band 2). Elwert in Komm., Marburg 1930.
- Niederdeutsches Lübeck. Band 1 (Die Auswahl besorgte Gustav Struck) Der Städtische Beauftragte für niederdeutsche Kultur, Lübeck 1937.
- als Hrsg.: Briefwechsel Emanuel Geibel und Karl Goedeke. (= Veröffentlichungen der Bibliotheken der Hansestadt Lübeck. N. R. Band 1). Selbstverlag der Stadtbibliothek, Lübeck 1939.
- Johann Gutenberg, der deutsche Meister: Festrede, gehalten bei der Eröffnung der Gutenberg-Woche in Lübeck am 16. Juni 1940. [s. l.]: [s. n.] (Druck: Lübeck: Rahtgens) 1940.